# Jupiá
Jupiá este un oraș în Santa Catarina (SC), Brazilia.